# ایندنتد هد، ویکتوریا
ایندنتد هد (به انگلیسی: Indented Head) یک شهرک در استرالیا است که در ویکتوریا (استرالیا) واقع شده‌است.